# Райхенау (острів)
Райхенау (нім. Reichenau) — острів в Боденському озері, розташований на захід від міста Констанц, Німеччина. Відомий завдяки бенедиктинському монастирю, який з'явився в 724 р. і протягом VIII - XI ст. залишався найважливішим культурно-релігійним центром Південної Німеччини (див. монастир Райхенау).
Через цей монастир проїжджали майже всі пілігрими, що прямували з Північної Європи до Італії. У Рейхенау були своя школа, скрипторій і художня майстерня, з якої походять найкращі ілюміновані манускрипти X - XI ст. З ним пов'язана місіонерська діяльність Кирила і Мефодія у Східній Європі.
Абатство в Рейхенау підупало внаслідок суперництва з Санкт-Галленом і підпало під управління Констанцського єпископа. У 1757 р. монастирські землі були секуляризовані, а в 1803 р. обитель була закрита. Багатюща бібліотека, тексти якої включали «Баварського географа», була переведена частиною в Карлсруе, а частиною в Мюнхен.
У 2000 р. весь острів з монастирською церквою св. Георгія X століття і двоповерховою адміністративною фахверковою будівлею XIV століття був оголошений пам'ятником Світової спадщини. У храмі збереглися рідкісні фрески оттоніанского часу.

## Фотогалерея

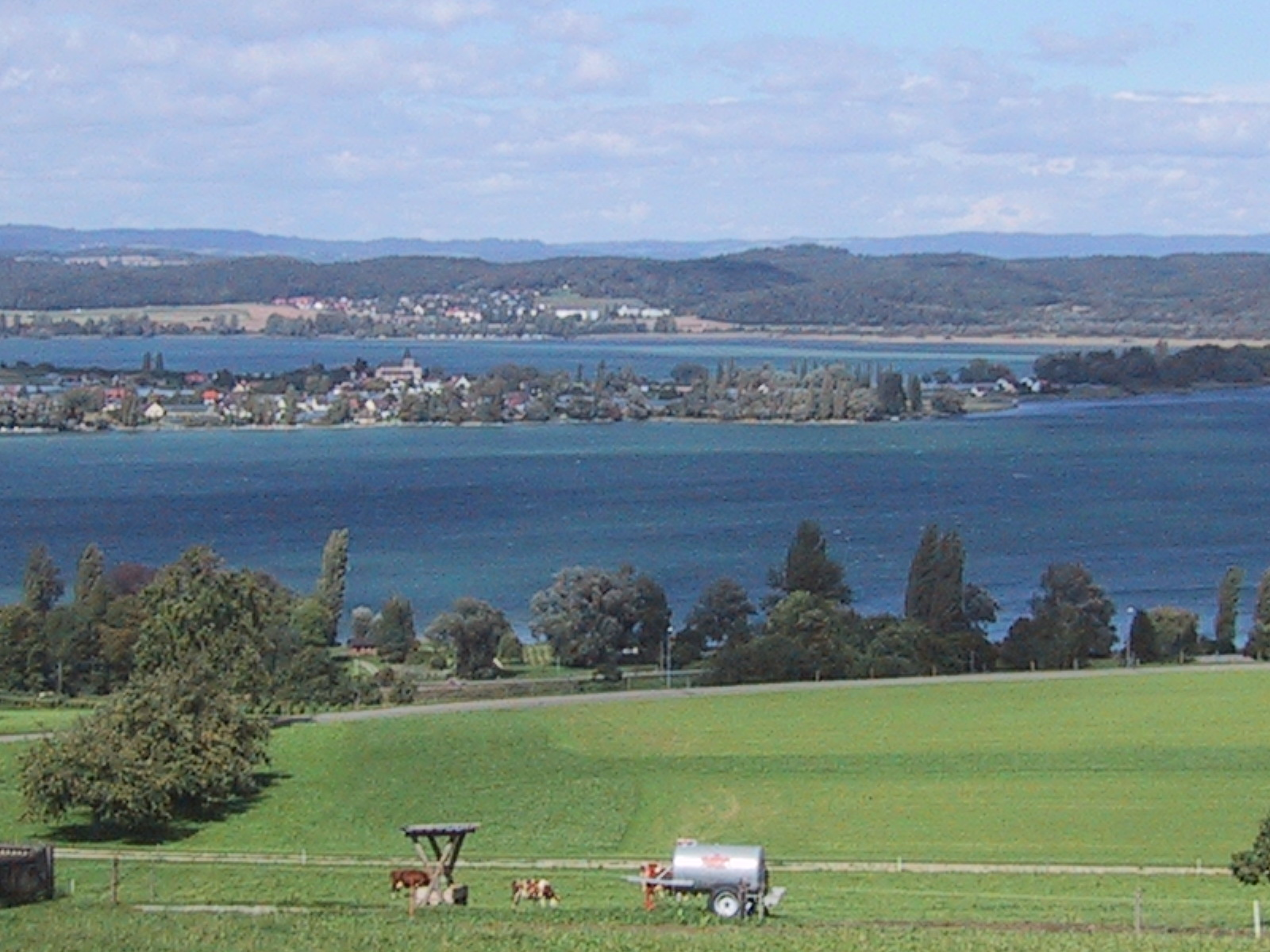
Вид з швейцарського берега
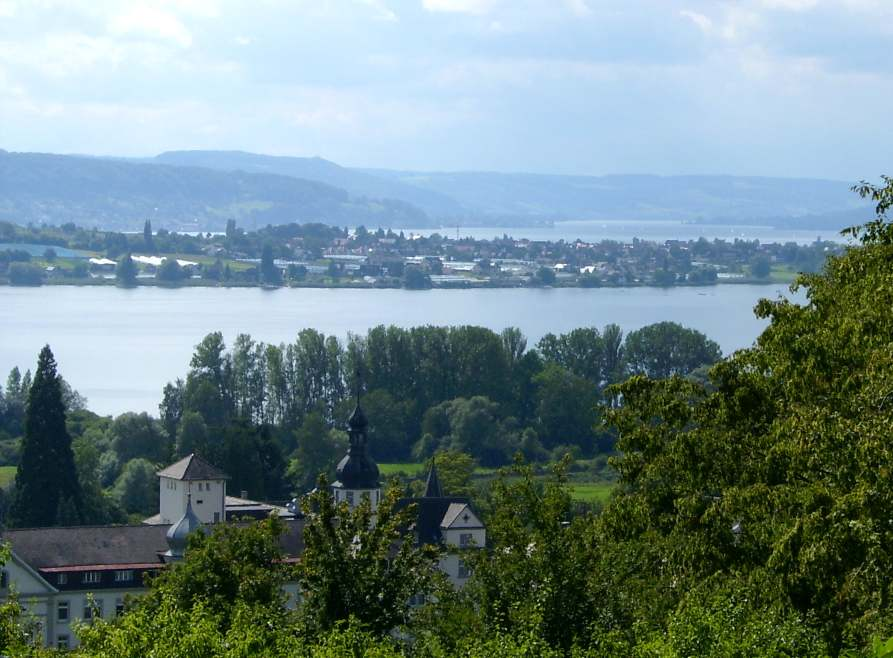
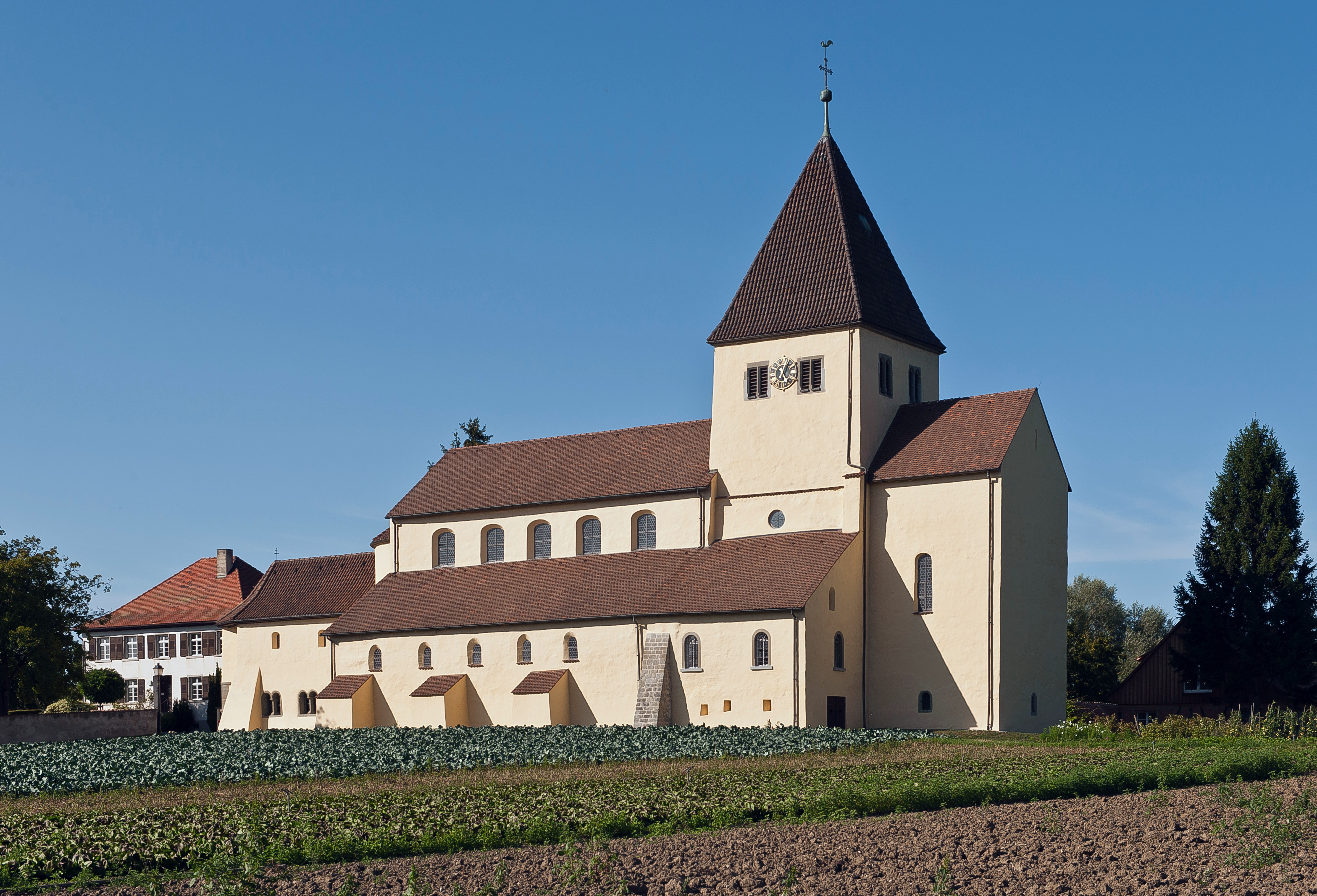
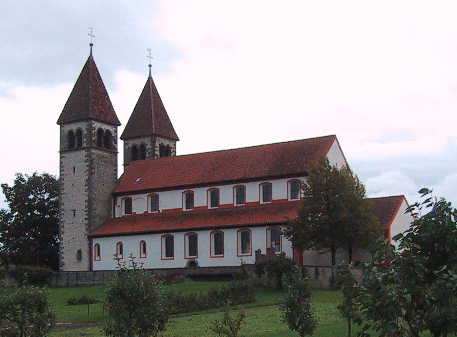